# Caroline Sunshine
Caroline Mohr Sunshine (Atlanta, Georgia, 5 de setembro de 1995) é uma atriz e cantora estadunidense. É conhecida por interpretar Winslow Barbara no filme família da Fox, Marmaduke, e co-estrelar a personagem Tinka Hessenheffer, uma estudante de intercâmbio, na série original do Disney Channel Shake It up.

## Biografia
Caroline Sunshine nasceu em 5 de setembro de 1995 em Atlanta, Geórgia. Filha de Thom e Karen Sunshine e irmã de John e Christopher, foi criada em Orange County, Califórnia. Começou a estudar balé com 3 anos e teve seu primeiro personagem importante na Goldilocks, um jogo no jardim de infância. Mais tarde mudou-se para atuar no Orange County Children's Theater e dançar no South Coast Performing Arts, em Tustin, Califórnia.

## Carreira
Com 11 anos de idade, Sunshine começou a fazer audições profissionais e seu primeiro personagem, foi em um comercial interpretando "Allysen Amazing", uma boneca falante. Em 2010, Sunshine filmou seu primeiro piloto na comédia da CBS, Time Spitz, co-estrelando como a filha adolescente de um motorista de ônibus. No verão do mesmo ano, ganhou notoriedade por seu personagem, Barbara Winslow, no filme Marmaduke, baseado na história em quadrinhos de mesmo nome. No outono de 2010,  conseguiu o papel de co-protagonista na série original do Disney Channel, Shake It Up, como estudante de intercâmbio europeia, Tinka Hessenheffer.

### Música
Em 2012, Sunshine lançou seu primeiro single, "Roam", com Kenton Duty, Adam Irigoyen e Davis Cleveland. Atualmente está gravando um novo material e deseja atribuir um álbum futuramente. Seu primeiro single oficial deve ser chamado de "About You".

## Vida Pessoal
Caroline vive em Orange County, Califórnia, com seu pai Thom, sua mãe, Karen, e seus dois irmãos mais novos, Johnny e Chris. No seu tempo livre, gosta de dançar, viajar, cozinhar e fotografar, bem como praticar atividades ao ar livre. Em fevereiro de 2011, Sunshine tornou-se o porta-voz da fragrância teen, "Puppy Love 4 Girlz". Em maio deste mesmo ano, foi nomeada um dos "Top 16 Under 16" da Dream Magazine. 
Ela está envolvida com várias causas de caridade, incluindo a "Joyful Sewing Organization", que faz cobertores para pacientes com câncer, "Working Wardrobes", que presta assistência a mulheres pobres e vítimas de violência doméstica, o "Adopt A Hero", que prevê as necessidades dos soldados e suas famílias, os "Loaves and Fishes Ministry", que ajuda a alimentar os sem-teto e "Thirst Project", que se dedica ao fornecimento de água potável para as comunidades nos países em desenvolvimento.

## Filmografia

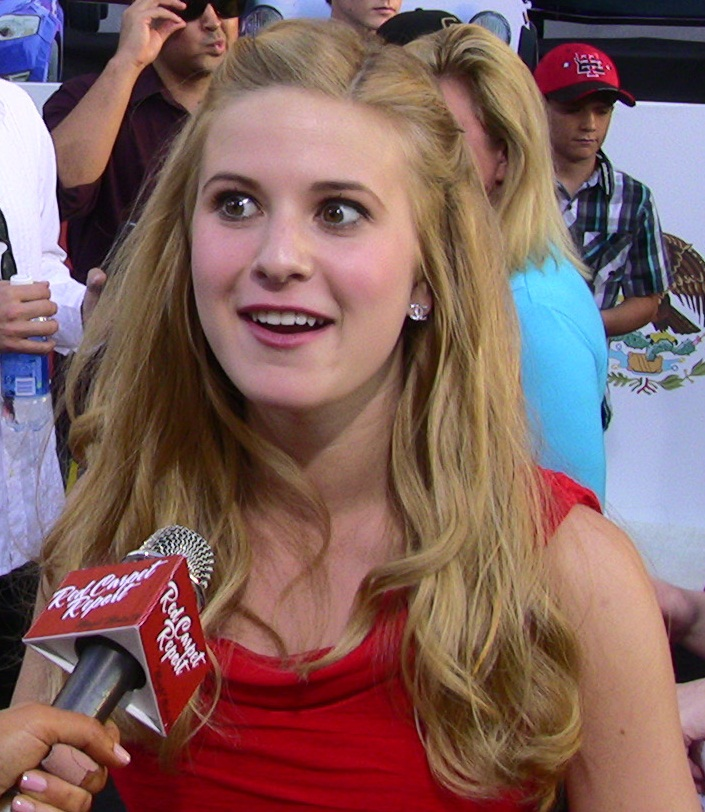
Sunshine em Junho de 2011.

| Filmes | Filmes    | Filmes          |
| Ano    | Título    | Papel           |
| ------ | --------- | --------------- |
| 2010   | Marmaduke | Barbara Winslow |

| Televisão | Televisão         | Televisão         | Televisão                                               |
| Ano       | Título            | Papel             | Notas                                                   |
| --------- | ----------------- | ----------------- | ------------------------------------------------------- |
| 2008      | What's the Word?  | Ela mesma         |                                                         |
| 2010      | Made in Hollywood | Ela mesma         |                                                         |
| 2010      | Team Spitz        | Lizzie Spitz      | (Programa piloto)                                       |
| 2010-2013 | Shake It Up       | Tinka Hessenheffe | 1ª Temporada; Recorrente/ 2ª Temporada; Co-protagonista |
| 2012      | A.N.T. Farm       | Ella              | Episódio: "Some EnchANTed Evening"                      |

## Discografia
| Discografia | Discografia                | Discografia                     | Discografia                                      |
| Ano         | Single                     | Álbum                           | Notas                                            |
| ----------- | -------------------------- | ------------------------------- | ------------------------------------------------ |
| 2012        | "Roam"                     | Roam (single)                   | Com Kenton Duty, Adam Irigoyen e Davis Cleveland |
| 2012        | "The Star I R"             | Shake It Up: Live 2 Dance       | Faixa bônus                                      |
| 2012        | "All I Want For Christmas" | Disney Channel: Holiday Playlis |                                                  |